# Lawrence Pih
Pih Jse Dah, conhecido como Lawrence Pih (Xangai, 10 de dezembro de 1942), é um empresário sino-brasileiro.
Filho de Pih Hao Ming e Fong Sui Hwa, chegou ao Brasil aos oito anos de idade em 18 de janeiro de 1952 junto com seus pais e duas irmãs mais velhas.
Graduado em filosofia pelo Lafayette College (Pensilvânia, Estados Unidos), é também mestre em filosofia e doutor pelo Four-College PhD Program (Universidade de Massachusetts). 
É presidente do Moinho Pacífico, o maior produtor de farinha de trigo da América Latina, conselheiro da FIESP e da Associação Brasileira da Indústria do Trigo (ABITRIGO).

## Obras publicadas
- Réquiem para um capitalismo em agonia. Ícone,  1988
- Brasil – retratos e tradição. Sver & Boccato,  1989